# سعید فائق آباسیانیک

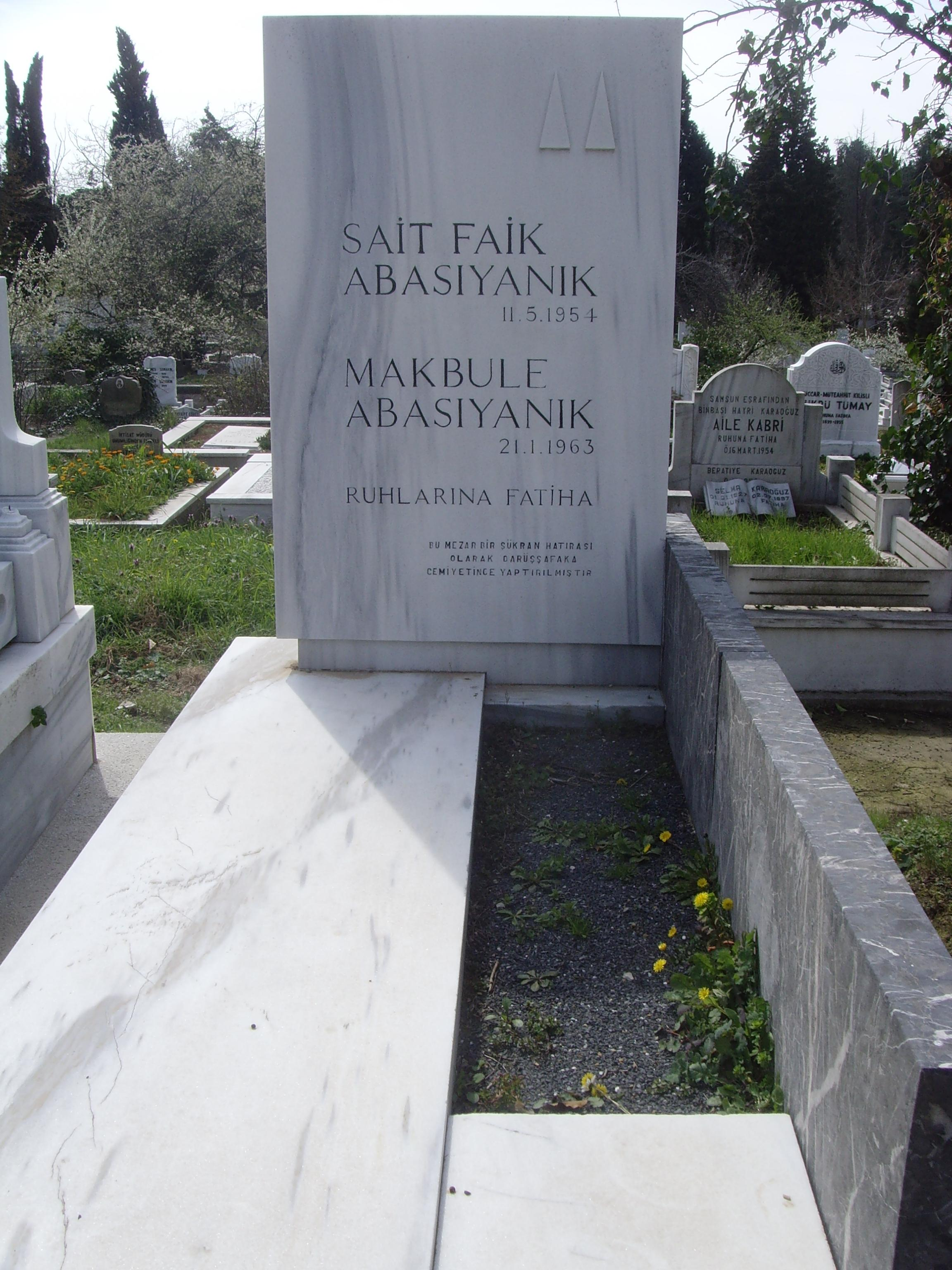
مزار سعید فائق آباسیانیک و مزار مادرش مقبوله

سعید فائق آباسیانیک یا (به ترکی استانبولی: Sait Faik Abasıyanık) (متولد: ۱۸، ۲۲ یا ۲۳ نوامبر ۱۹۰۶، استان سقاریه، ترکیه-مرگ در ۱۹۵۴، استانبول، ترکیه) شاعر، رمان و داستان‌نویس اهل ترکیه بود. مشارکتهای وی در داستان‌نویسی و ادبیات یکی از نقطه‌های عطف تاریخ ادبیات ترکی به‌شمار می‌آید او با نوآوری‌هایش که منبع آنها از خود اوست به عنوان یکی از پیشگامان حکایتهای مدرن ترکیه شناخته شده‌است.

## زندگی
در مورد روز تولد آباسیانیک منابع دقیقی در دست نیست و بعضی منابع ۱۸ و بعضی ۲۲ یا ۲۳ نوامبر ۱۹۰۶ را روز تولد او می‌دانند و تاریخ درگذشت او را ۱۹۵۴ میلادی استان سقاریه ترکیه می‌دانند. پدرش محمد آباسیانیک تاجر چوب و قوطی گردوبود یکی از مهمترین افراد در زندگی وی مادر او مقبوله آباسیانیک بود که تا زمان مرگ همراه او بود. وی در ۱۹۳۳ میلادی به درخواست پدرش به استانبول رفت و با یکی از دوستان پدرش در اسکله روغن به تجارت پرداخت ولی زمان زیادی نتوانست در این کار بماند و بعد از مدتی به روزنامه‌نگاری مشغول شد و بعد از روزنامه‌نگاری نویسندگی را برگزید.

### شخصیت سعید فائق
بین شخصیت سعید فائق و آثار وی نزدیکی‌ای خاصی وجود داشت، وی در طول زندگی خود نتوانست به محیط اطراف خود اخت شود که باعث می‌شد که در آثارش همیشه گلایه و شکایت داشته باشد.

## تحصیلات
سعید فائق تحصیلات ابتدایی خود را با رفتن به مکتب خصوصی شروع کرد، بعد هم برای ادامه تحصیل به استانبول رفت او در سال ۱۹۲۸ دوران دبیرستان خود را تمام نمود و در دانشکده و دارلفنون ادبیات مشغول به تحصیل شد، وی دو سال در آنجا تحصیل نمود و در نهایت از ادامه تحصیل در آنجا گذشت و به فرانسه رفت و به مدت سه سال ادبیات را در آنجا فرا گرفت.

## موزه سعید فائق آباسیانیک

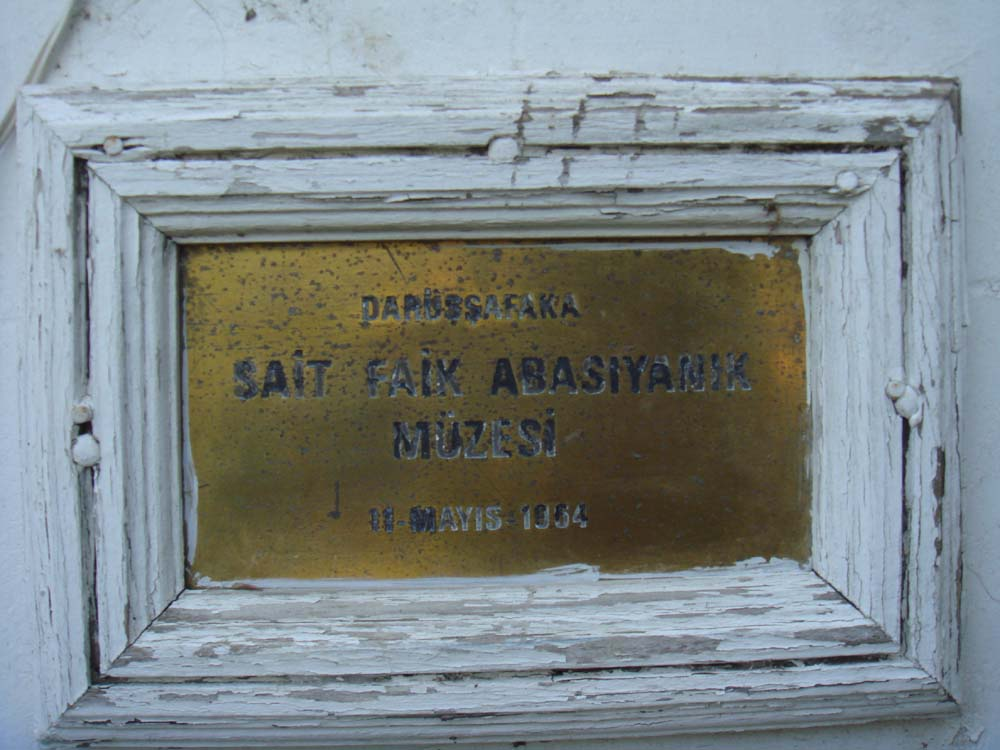
تابلوی ورودی موزه سعید فائق آباسیانیک.

خانه سعید فائق آباسیانیک در جزیره بورگاس ترکیه خیابان علفزار به شماره ۱۵ بعد از مرگ وی به درخواست مادرش به موزه تبدیل شد. این موزه در ۲۲ اوت سال ۱۹۵۹ میلادی افتتاح شد. این موزه تمام هفته به غیر دوشنبه‌ها باز بوده و بازدید از آن رایگان است. افتتاح این موزه باعث بحث‌هایی در جهان ادبی شد که افرادی ایجاد این موزه را با اهمیت دانستند.
مقبوله فائق آباسیانیک پس از مرگ همسرش محمد فائق به همراه پسرش سعید فائق در جزیره بورگاس به زندگی خود ادامه داد. وی به همراه مادرش در تابستان به جزیره بورگاس و در زمستان به شیشلی می‌رفتند. پس از آنکه آباسیانیک متوجه شد بیمار است به جزیره بورگاس رفت و ده سال آخر عمر خود را در آنجا زندگی کرد

## آثار
انتشار آثار سعید فائق را می‌توان به دو دسته‌ای تقسیم کرد آثار قبل از مرگ و بعد از مرگ.
- Semaver (kitap)|Semaver (1936, Remzi Kitabevi)
- Sarnıç (kitap)|Sarnıç (1939, Çığır Kitabevi)
- Şahmerdan (kitap)|Şahmerdan (1940, Çığır Kitabevi)
- Lüzumsuz Adam (kitap)|Lüzumsuz Adam (1948, Varlık Yayınları)
- Mahalle Kahvesi (kitap)|Mahalle Kahvesi (1950, Varlık Yayınları)
- Havada Bulut (kitap)|Havada Bulut (1951, Varlık Yayınları)
- Kumpanya (kitap)|Kumpanya (1951, Varlık Yayınları)
- Havuz Başı (kitap)|Havuz Başı (1951, Varlık Yayınları)
- Son Kuşlar (kitap)|Son Kuşlar (1952, Varlık Yayınları)
- Alemdağ'da Var Bir Yılan (kitap)|Alemdağ'da Var Bir Yılan (1954, Varlık Yayınları)
- Az Şekerli (kitap)|Az Şekerli (1954, Varlık Yayınları)
- Tüneldeki Çocuk (kitap)|Tüneldeki Çocuk (1955, Varlık Yayınları)

شعر
- Şimdi Sevişme Vakti (1953, Yenilik Yayınları)

رمان
- Medarı Maişet Motoru (1944, Ahmet İhsan Basımevi)
(1952, ikinci baskı, Birtakım İnsanlar adı ile)
- Kayıp Aranıyor (1953, Varlık Yayınları)

ترجمه
- Yaşamak Hırsı, Georges Simenon (1954)

مصاحبه‌ها
- Mahkeme Kapısı (1956, Varlık Yayınları)

### رمان‌ها
سعید فائق در طول عمر خود دو رمان نوشت؛ در ۱۸ ژوئیه سال ۱۹۴۰ اولین رمان خود را به نام مئداری مایشت موتورو (مداری موتوره روزی) نوشت و در سال ۱۹۵۳ دومین رمان خود را به نام غایب در حال جستجو نوشت.

### شعرها
او همانند بیشتر شاعرها برای سرودن شعرهای خود از دورن و احوالات خود الهام می‌گرفت. اولین شعر خود را در کودکی نوشت وی شعرهای خود را برای کسی نمی‌خواند حتی از دوستان نزدیک خود هم پنهان می‌کرد. نخستین شعرهایش در، ۲۱ ژانویه سال ۱۹۳۲، در مجله مکتب ترکیه منتشر شد.

### سماور
اذان صبح خوانده شد. بیدارشو فرزندم، به کارت دیر می‌رسی.
علی سرانجام کار پیدا کرده بود. یک هفته بود به کارخانه می‌رفت. مادرش راضی و خشنود بود. نمازش را خوانده، دعایش را کرده
بود. هنگامیکه با خدای درونش وارد اتاق پسرش شد، او را با قد بلند و هیکل درشتش و با چهره بسیار جوانش که در خوابش
ماشین آلات، باتری‌های الکتریکی، لامپ‌ها و آغشته در روغن دستگاه‌ها و در حالیکه صدای قرقر یک موتور را می‌شنید، در لحظه
اول دلش نیامد بیدارش کند. علی مثل اینکه تازه از کار تمام شده باشد خیس عرق و سرخ بود.
دودکش کارخانه ای که در "خلیج اوغلو" قرار داشت سرش را بلند کرده بود، همانند حالت یک خروس به طلوع موقتی که از پشت"
کاغیتهانه" معلوم بود، نگاه می‌کرد. کم مانده بود آواز سر دهد!
علی سرانجام بیدار شد. مادرش را بغل کرد. همانند هر صبح، لحاف را کامل بالای سرش کشید، مادرش پاهایش را که از لحاف
بیرون مانده بود قلقک داد. زن همراه پسرش که از رختخواب با حمله پا شده بود، زمانیکه دوباره روی تخت افتادند با قهقهه‌هایی
که مثل دختر جوان می‌خندید می‌توانست خوشبخت به حساب آید. آیا خوشبختیهایشان کم و بیش از بچه‌های محله نبود؟ آیا مادر
از پسرش و پسر از مادرش دست‌آورد دیگری داشتند؟ دوشادوش هم وارد آشپزخانه شدند. داخل آشپزخانه را بوی نان تازه پرکرده
بود. سماور چقدر قشنگ می‌جوشید! علی سماور را به کارخانه ای تشبیه می‌کرد که در آن نه از اضطراب، نه اعتصاب و نه از حادثه
اثری بود. از آن فقط بوی، بخار و خوشبختی صبحگاهی بدست می‌آمد. اول صبحی یکی سماور و یکی هم قوری) خمره (ثعلب
جلوی کارخانه به مذاق علی خوش می‌آمد. بعد از آن صداها، مارش مدرسه نظامی خلیج اوغلو، سوت طولانی و یکپارچه کارخانه
که تنگه) بسفر (را کر می‌کرد، در او آرزوها بیدار و خاموش می‌کرد. می‌شد گفت که علی ما کمی شاعر مانند بود. حساس بودن به
عنوان کارگر الکتریکی در آسیاب بزرگ، اگر هم شبیه داخل کردن کشتی‌های بزرگ به تنگه باشد، ما، علی، مهمت، حسن، کمی
اینطوری هستیم. در دل همه ما یک شیر خوابیده‌است.
علی دست مادرش رو بوسید، بعد از آن مثل اینکه یک چیز شیرین خورده باشد، لبهایش را خورد. مادرش می‌خندید، او پس از هر
بار بوسیدن مادرش، به انجام این حرکت عادت کرده بود. در گلدانهای سفالی باغچه کوچک خانه ریحان وجود داشت، علی چند
برگ ریحان را با انگشتانش له کرده ودرحالی که کف دستانش را بو می‌کرد دور شد.
صبح خنک و تنگه مه آلود بود. دوستانش را در اسکلهٔ "صندل" پیدا کرد، همه هم جوون و تندرست بودند. پنج نفری به "
خلیج اوغلو" رفتن.
علی کل روز رو با ذوق، حرص و اشتیاق کار خواهد کرد، اما به خاطر بالاتر دیده نشدن از دوستانش، درست و بدون تظاهر کار
خواهد کرد، وگرنه طرز کارش رو هم یادگرفته بود. استادکارش تو استانبول برقکار بی نظیری بود. او یک آلمانی بود. علی رو خیلی
دوست داشت. ریزه کاریها و فوت وفن کارش رو هم یادگرفته بود. راز متمایز دیده شدنش از دیگر استاد کارای ماهر و هم
سطحش، چابکی، سرعت، کم و بیش در ورزش، یعنی در جوانی بود.
عصر از اینکه برای دوستانش یک دوست جدید، یک همراه، برای اوستاهایش یک کارگر درست ارمغان آورده) بوده‌است (مطمئن
و راضی به خانه‌اش برگشت. بعد از اینکه مادرش را در آغوش گرفت به قهوه‌خانه روبرویی، کنار دوستانش شتافت. با هم بازی
کردند. یک بازی هیجانی تخته نرد را تماشا کرد. سپس راه خانه‌اش را پیش گرفت. مادرش نماز شبش را می‌خواند. مثل همیشه
روبروی مادر عزیزش زانو زد. روی سجاده اش پشتک انداخت. زبانش را درآورد. سرانجام زمانی که موفق به خنداندن زن شد، زن
بیچاره در حال شروع السلام دادن بود.
مادرش:
- اه علی، گناهه فرزندم، گفت. گناهه فرزند عزیزم، نکن!
علی:
-خدا میبخشه مادر، گفت.
سپس ساده، معصومانه پرسید:
-خدا هیچ نمیخنده؟
علی بعد از غذا غرق خواندن یک رمان از " ناتپینکترون" شد. مادرش داشت برای او یک بافتنی) بلوز (می‌بافت. سپس از
داخل انباری تشکهایی را که بوی اسطوخودوس می‌دادند را پهن کرده و خوابیدند.
مادرش زمانیکه نماز صبح می‌خواند علی را بیدار کرد.
در اتاقی که بوی نان سرخ شده می‌داد سماور چه زیبا می‌جوشید. علی سماور را به کارخانه ای که در آن نه از
تلاطم) اضطراب(نه از اعتصاب، نه از رئیس خبری باشد تشبیه می‌کرد. در آن فقط بوی بخار و خوشبختی صبحگاهی به
دست می‌آمد.
مرگ بر مادر علی همانند یک خانم همسایه شال به سر مشغول دعا و نماز مثل مهمان آمد. صبحها با حاضر کردن چایی
پسرش، عصرها را با حاضر کردن دو بشقاب غذایش شب می‌کرد. فقط کنار دلش یک نگرانی حس می‌کرد؛ سرشبها
زمانیکه که پله‌ها را با سرعت بالا می‌رفت در وجود پرچین و خمش، یک کاستی، عرق و نرمی حس می‌کرد.
یک صبح، قبل از بیدارشدن علی، پای سماور حالش خراب شده؛ روی صندلی نزدیک افتاده بود، افتادن، آن افتادن.
علی با تعجب از اینکه مادرش او را امروز صبح برای چه بیدار نکرده، مدت زیادی متوجه گذشتن زمان نشده بود. سوت
برنده کارخانه، انگاری که از درون چیزی نرم مثل اسفنج گذشته باشد، مانند یک صدای نرم و نازک به گوشش رسید.
پرید، جلوی درب آشپزخانه ایستاد. مرده را درحالتی که مانند فردی که با دستهایش روی میز خوابیده باشد را نظاره
کرد. فکر می‌کرد او خوابیده‌است. با قدم‌های سنگین راه رفت. از شانه‌هایش گرفت. زمانی که لبهایش را به صورت
مادرش که شروع به سرد شدن کرده بود نزدیک کرد، لرزید.
رو در روی مرگ، هرچه کنیم، از یک هنرپیشه موفق فرقی نخواهیم داشت. آنقدر، یک هنرپیشه موفق.
بغلش کرد. او را به رختخواب خودش برد. لحاف را به رویشان کشید؛ برای گرم کردن وجودش که شروع به سرد شدن
کرده بود تلاش کرد. سعی در غلبه نشاط و زنده دلی در این انسان مرده کرد. سپس، درحالت ناتوانی، او را روی مبل
گوشه ای انداخت. علی‌رغم میل باطنی اش آن روز نتوانست گریه کند. چشمهایش سوخت، سوخت، یک قطره اشک در
نیاورد. به آینه نگاه کرد. مقابل بزرگترین تقدیرش، به جز دیدن چهره یک انسانی که یک شب بی خواب مانده‌است، آیا
دیدن چهره دیگری می‌توانست مورد قبول باشد؟ علی دلش می‌خواست یکدفعه ضعیف شود، یکدفعه موهایش را سفید
شده ببیند، یکباره با یک درد سنگین کمر دوباره بمیرد، بلافاصله می‌خواست یک پیر صد ساله باشد. سپس به مرده نگاه
کرد. اصلاً هم ترسناک نبود.
برعکس، چهره اش به اندازه گذشته مهربان، به اندازه گذشته لطیف بود. چشمهای نیمه بسته مرده را با دستهای مطمئن
بست. به کوچه پرید. به خانم پیر همسایه خبر داد. همسایه‌ها بدو بدو به خانه آمدند. او به طرف کارخانه به راه افتاد. در
راه که با قایق می‌رفت، مثل اینکه به مرگ عادت کرده بود. پهلو به پهلو، در آغوش هم، در یک لحاف مشترک خوابیده
بودند. مرگ، مثل هر آنچه که در مادر همدمش رخنه کرده بود، همه احساسات و مهربانی و ترحم او را گرفته بود. فقط
کمی سرد بود. مرگ، آنقدر که فکر می‌کردیم چیز ترسناکی نبود. فقط کمی سرد بود، آنقدر…
علی روزهای بسیاری در اتاق‌های خالی خانه گشت. شب بدون روشن کردن چراغی نشست. شب را گوش کرد. به
مادرش فکر کرد. اما نتوانست گریه کند.
یک صبح در آشپزخانه روبروی هم درآمدند. او روی رو میزی پلاستیکی آرام و درخشان بود. خورشید، روی ماده برنزی
زرد رنگ بهت زده بود. از دستگیره‌های او گرفته، درجایی که چشمانش نبیند گذاشت. خودش روی یک صندلی افتاد و
مانند یک باران بی صدا، بسیار گریه کرد و در آن خانه، او یکبار دیگر نجوشید.
از این به بعد در زندگی علی یک خمره ثعلب می‌توانست وارد شود.
لی روزهای بسیاری در اتاق‌های خالی خانه گشت. شب بدون روشن کردن چراغی نشست. شب را گوش کرد. به
مادرش فکر کرد. اما نتوانست گریه کند.
یک صبح در آشپزخانه روبروی هم درآمدند. او روی رو میزی پلاستیکی آرام و درخشان بود. خورشید، روی ماده برنزی
زرد رنگ بهت زده بود. از دستگیره‌های او گرفته، درجایی که چشمانش نبیند گذاشت. خودش روی یک صندلی افتاد و
مانند یک باران بی صدا، بسیار گریه کرد و در آن خانه، او یکبار دیگر نجوشید.
از این به بعد در زندگی علی یک خمره ثعلب می‌توانست وارد شود.
زمستان در اطراف تنگه از آنچه که در استانبول بود، سخت‌تر و مه آلوده تر می‌شد. کسانی که با شکستن گِل‌های یخ
بسته روی پیاده‌روهای خراب زود سرکار می‌رفتند، معلمان مکتب‌ها، گوسفند فروشان و قصابان جلوی کارخانه مدتی
استراحت می‌کنند، پشتشان را به دیوار بزرگ داده و ثعلب که رویش زنجبیل و دارچین پاشیده شده بود می‌خوردند.
کارگران زرد چهره، معلمان مکتب، گوسفند فروشان، قصابان و بعضی وقتها دانش آموزان فقیر مکتب با دستهای
گرانقدرشان در دستکش‌های پشمی، که فنجان ثعلب را بغل کرده بودند، دماغ‌های زکام شده، مغزهایشان همانند یک
سماور برنزی در حال اعتصاب و اعتراض که دود می‌کرد، پشتشان را به دیوار بزرگ کارخانه داده، از ثعلبی که معبد
رویاهایشان رویش پاشیده شده جرعه جرعه می‌نوشیدند.